# Kostenanschlag
Der Begriff Kostenanschlag wird häufig als Kurzform des Kostenvoranschlags verwendet, der eine kaufmännische Vorkalkulation darstellt und mit einem rechtsverbindlichen Angebot vergleichbar ist. Davon zu unterscheiden ist der Begriff Kostenvoranschlag im Bauwesen.

## Begriff Kostenanschlag im Bauwesen
Der im Bauwesen eingeführte Kostenanschlag wird vom Planer des Bauherrn (in der Regel der Architekt) erstellt. Hier weichen die Definitionen in verschiedenen Ländern voneinander ab.

### Definition in Deutschland
Grundlage sind die Einheits- oder Pauschalpreise der Angebote. Seit der Einführung der HOAI 2013 ist auch das sogenannte bepreiste Leistungsverzeichnis Teil der zu erbringenden Grundleistungen in der sechsten Leistungsphase im Sinne von § 3 Abs. 2 HOAI.
Nach DIN 276 – Kosten im Bauwesen – werden beim Kostenanschlag die „Kosten auf der Grundlage der Ausführungsvorbereitung“ ermittelt. Der Kostenanschlag ist zweistufig zu betrachten, da er einerseits „eine Grundlage für die Entscheidung über die Ausführungsplanung“ darstellt und somit noch in der vierten Leistungsphase nach § 15 HOAI (Genehmigungsplanung) erstellt werden muss. Andererseits dient der Kostenanschlag der „Vorbereitung der Vergabe“ und ist damit in der Leistungsphase 7 nach § 15 HOAI „Mitwirkung bei der Vergabe“ zu erstellen. Zu beachten ist jedoch, dass im Leistungsbild der HOAI in der Leistungsphase 4 der Kostenanschlag nicht genannt ist, sondern erst in der Leistungsphase 7.
Der Kostenanschlag basiert auf den Planungsunterlagen, wie zum Beispiel endgültigen vollständigen Ausführungs-, Detail und Konstruktionszeichnungen. Mit einzubeziehen sind z. B. Berechnungen zum Standsicherheitsnachweis, zum Wärmeschutz, zum Schallschutz und zur Haustechnik aber auch Leistungsbeschreibungen. Außerdem werden dem Kostenanschlag die zusammengestellten Angebote der bauausführenden Firmen zu Grunde gelegt.
Da nach DIN 276 der Kostenanschlag mindestens bis zur dritten Ebene der Kostengliederung vorzusehen ist, andererseits aber auch nach den vorgesehenen Vergabeeinheiten zu ordnen ist, ergibt sich in der Regel entsprechend dem Projektablauf ein Vorgehen in mehreren Schritten:
1. Schritt: Ermittlung der Kosten, nach den Kostengruppen der dritten Ebene (Bauelemente). Als Beispiel wird das Bauelement tragende Außenwände der Kostengruppe 331 genannt. Unter Verwendung von ermittelten Mengen und Kostenkennzahlen (z. B. €/m³ oder €/m²) von vergleichbaren Projekten, können dann die Kosten für das neue Projekt berechnet werden. Selbstverständlich sind bei den in Ansatz gebrachten Kostenkennzahlen die spezifischen Qualitätsstandards zu berücksichtigen. Gegebenenfalls ist der Kostenanschlag fortzuschreiben, falls sich während der Ausführungsplanung herausstellt, dass die Annahmen, die „zur Entscheidung über die Ausführungsplanung“ angenommen wurden, falsch waren.
2. Schritt: Umsortieren der nach Bauelementen strukturierten Kosten nach den vorgesehenen Vergabeeinheiten. Diesen Sollkosten können dann die Angebote gegenübergestellt werden.

### Definition in Österreich
Auszug aus der ÖNORM B 1801-1, welcher das Kostenziel Kostenanschlag betrifft:
- Phase: Ausführungsphase
- Ziel: Kostenvorgabe für die Auftragsvergabe und als Kostenkontrolle
- Grundlagen: Ausführungsplanung (Vorabzug) mit Angaben über Nutzungsarten und Räume mit Quantitätsangaben.
- Gliederung: planungsorientiert – Elementtyp und ausführungsorientiert – Leistungsposition